# DTMF

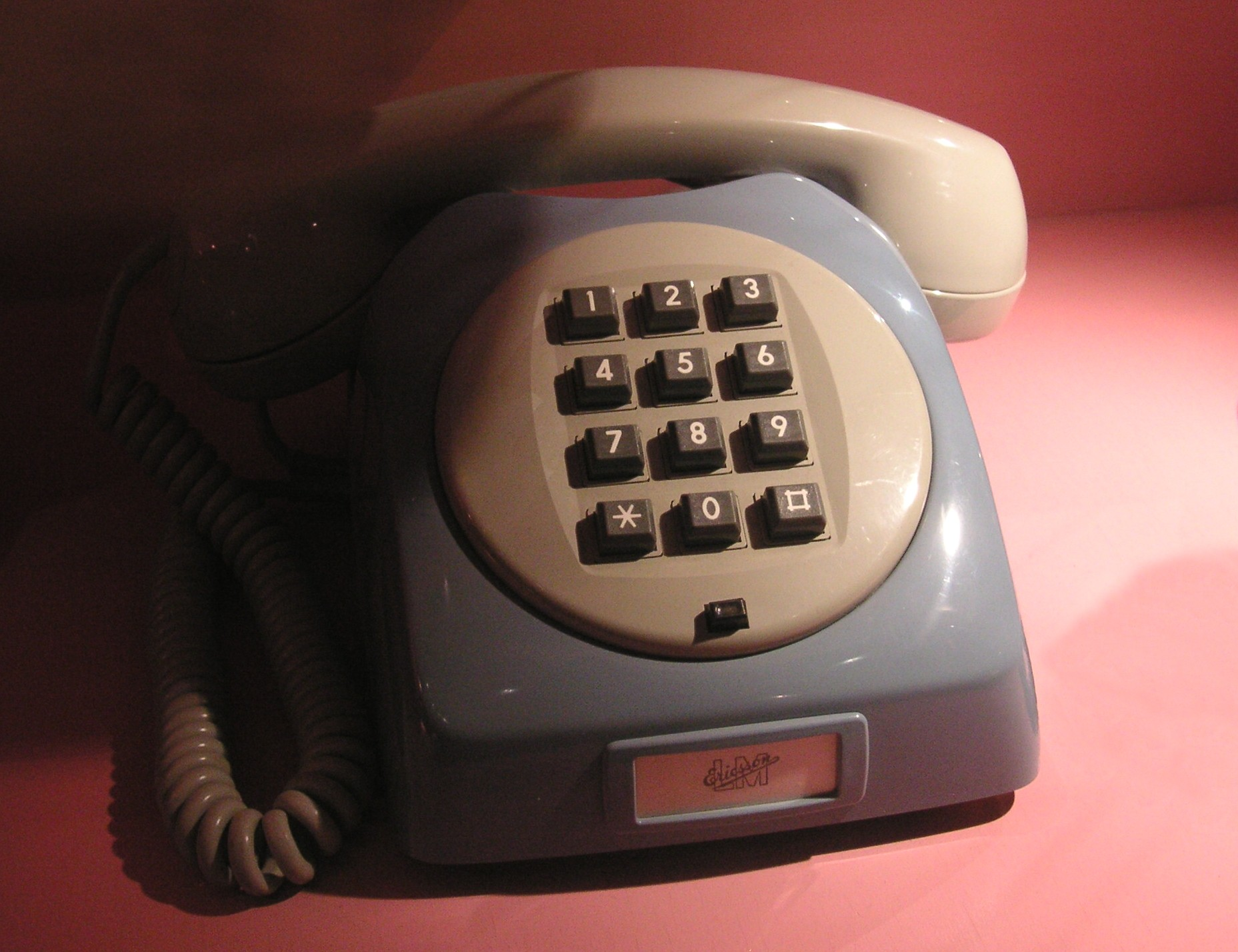
DTMFで電話番号を送出する押しボタン式電話機（日本国内での愛称は「プッシュホン」）

DTMF（英: Dual-Tone Multi-Frequency）は、0から9までの数字と、*、#、A、B、C、Dの記号の計16種類の符号を、低群・高群の2つの音声周波数帯域の合成信号音で送信する方法である。別名「トーン信号」「プッシュ信号」「PB信号」（PBはpush buttonの略）とも呼ばれ、その信号音は人間の可聴域にあることから、日本語では「ピ、ポ、パ」とも擬音語表記される。
押しボタン式電話機などを使ったプッシュ式電話回線（日本のNTTでは「プッシュ回線」などとも呼ばれる）での電話番号の送出、その他音声回線での数字入力（例：コールセンターでの着信後の項目選択）などで用いられる。
ダイヤルパルス信号と比較して次の点が特徴である。
- 情報伝達速度が速い。8数字/秒以上が可能である。
- ツイストペアケーブル通信線路のみならず多重化・無線通信回線でも使用可能である。

## 規格
規格としては、ITU-T勧告Q.24、日本では総務省令 端末設備等規則第12条第2号に基づく別表第2号に、押しボタンダイヤル信号の条件として規定されている。
|             |      | 高群（Hz） | 高群（Hz） | 高群（Hz） | 高群（Hz） |
| 1209        | 1336 | 1477       | 1633       |            |            |
| ----------- | ---- | ---------- | ---------- | ---------- | ---------- |
| 低群 （Hz） | 697  | 1          | 2          | 3          | A          |
| 低群 （Hz） | 770  | 4          | 5          | 6          | B          |
| 低群 （Hz） | 852  | 7          | 8          | 9          | C          |
| 低群 （Hz） | 941  | *          | 0          | #          | D          |

この表より、例えば"1"は697Hzと1209Hzの2つの音声信号の合成音によって表される。その他の符号も同様である。
通常、0から9までと*・#が使われる。このマトリックスに沿い、低群・高群それぞれから1周波数ずつの正弦波が用いられる。音声伝送回路にて伝送するため、すべての周波数は可聴帯域内に収まっている。耳に聞こえるDTMFは、2種類の正弦音波の合成音である。

### その他の規格
信号周波数偏差
信号周波数の±1.5%以内
信号送出電力
絶対レベルで表した値。Lは、電気通信事業者交換設備から端末設備の接続点までの1,500Hzにおける通信線路伝送損失。
低群周波数
（-16.5+0.8L）dB以上・（-6.5+0.8L）dB以下で、かつ-3.5dBを超えない信号
高群周波数
（-16.0+L）dB以上・（-6.5+L）dB以下で、かつ-2.5dBを超えない信号

信号送出時間
50ms以上
ミニマムポーズ
隣接する信号間の休止時間の最小値。30ms以上
周期
信号送出時間とミニマムポーズの和。120ms以上

## 関連機器
電話機側音声回路の送話器（マイクロフォン）と音響カプラを介して接続し、DTMF信号を送出するDTMFダイヤラーと呼ばれる機器がある。信号音を発音する小型スピーカーを持ち、送話器に密着させて使用する。家庭用留守番電話機の普及黎明期に、外出先のダイヤル式公衆電話などから録音機能（再生、消去など）の遠隔操作に用いられた。あるいは電子住所録から自動ダイヤルする目的で、電子手帳や多機能デジタル腕時計に内蔵されたこともある。また、DTMF信号を復号し視覚化する解読器もある。

## 開発の経緯
DTMFは、1950年代後半にアメリカ合衆国のベル研究所で、回線の断続によって信号を伝送できない無線通信や多重化回線で電話番号情報を伝送する技術として開発された。ダイヤルパルス信号（規則的な回線断続信号）を加入者電話交換機でDTMFに変換し、音声信号として個別線信号方式で伝送していた。
1960年代には、電子素子の発達によりプッシュホンなど電話機の信号方式の一種となり、ダイヤルパルス信号との併用が始まった。プッシュホン加入者が電話交換機の拡張機能（短縮ダイヤルなど）を使用する操作にも利用され始め、操作の際は受話器（ハンドセット）を耳に当てたままであることからDTMF音が聞こえ、「ピ、ポ、パ」と擬音化されるまでに一般に浸透した。

## 備考
音声信号であるので電子機器でなくてもよく、音叉や笛などで回線に乗せて発信させることもできる。
日本テレビ系番組『投稿!特ホウ王国』では、このDTMFの周波数と同じ声が出せる姉妹が出演し、時報の電話サービス（117番）に電話をかけるという企画があった。TBSテレビの番組『見物人の集まる実験室オモシロ科学マジック50連発スペシャル』でも同じ趣旨の実験をしたが、こちらは技術的な知識の欠如からDTMFを平均律音階で解釈したため、実際の接続動作までに数時間を要した。
2008年公開のアニメ映画『名探偵コナン 戦慄の楽譜』では、登場人物が声によって警察通報用電話（110番）にかけるシーンがある。また、2009年放送のバラエティ番組『探偵!ナイトスクープ』ではこのシーンが実際に可能なのかを実験し、大阪音楽大学の学生2人が声によって時報電話サービス（117番）に電話をかけることに成功した。詳細は名探偵コナン 戦慄の楽譜#プッシュホンの設定を参照。

## 音声
- DTMFの信号音
- 1
- 2
- 3
- 4
- 5
- 6
- 7
- 8
- 9
- 0
- A
- B
- C
- D